# Marbre de Carrara

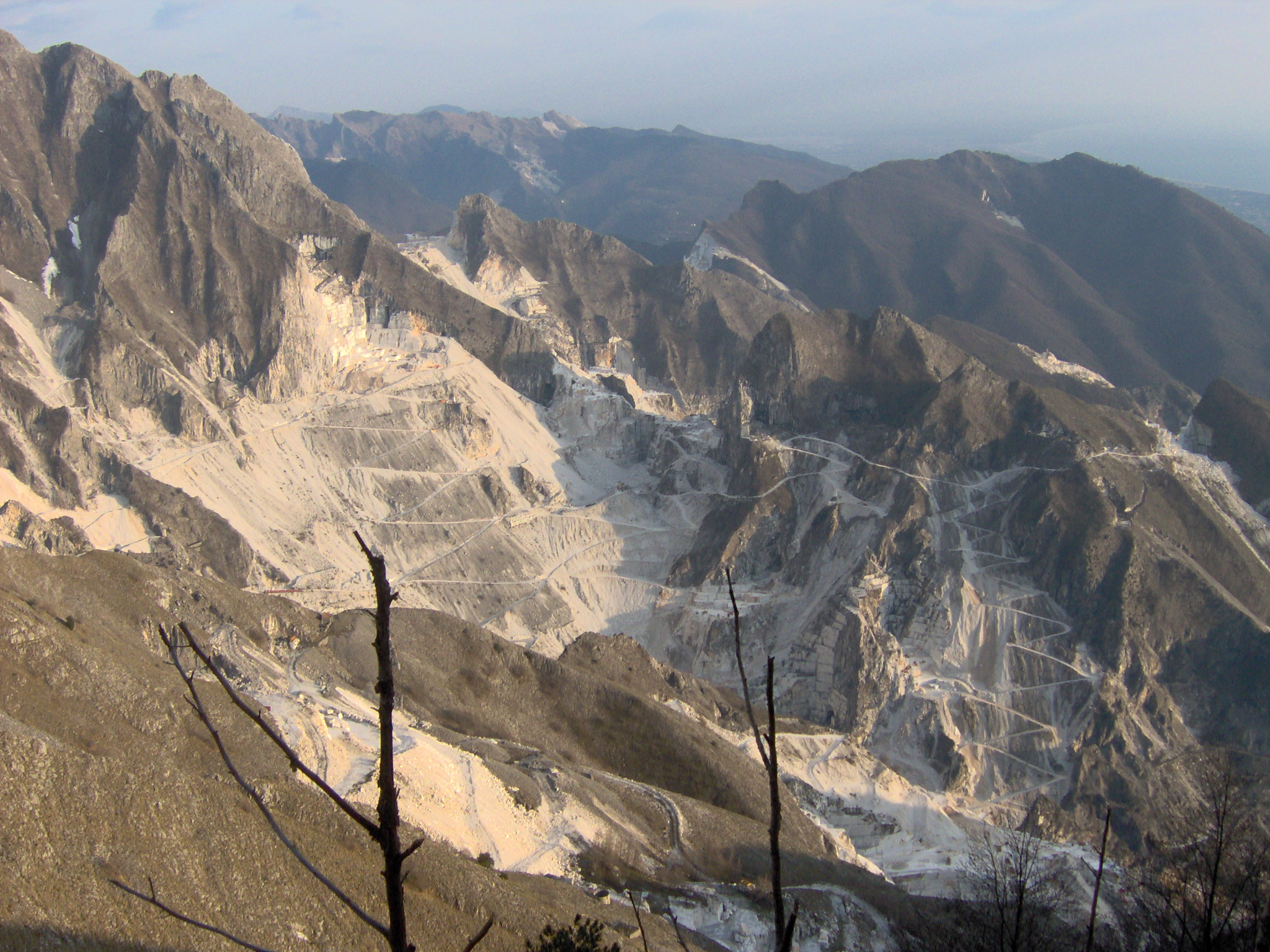
Vistes de les pedreres de marbre de Carrara.

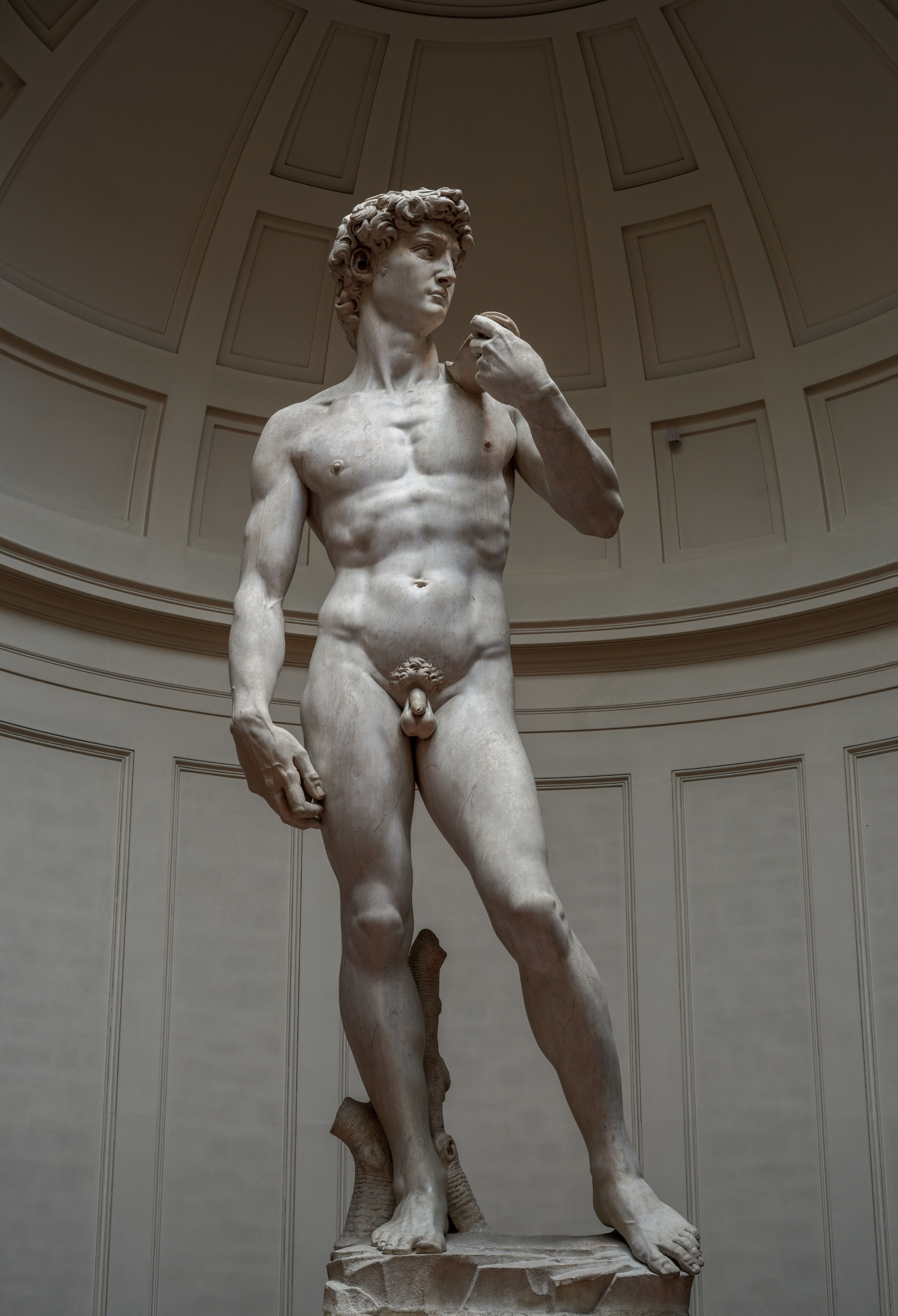
David de Miquel Àngel en marbre de Carrara.

El marbre de Carrara (pels romans marmor lunensis, o «marbre lunenc») és un tipus de marbre, extret de les pedreres dels Alps Apuans a Carrara.
És universalment conegut com un dels marbres més apreciats per la seva blancor (o amb tonalitats blavoses-grisenques), gairebé sense vetes, i gra de fi aspecte farinós.
L'extracció del marbre de Carrara és fortament criticada pel moviment No Cav.

## Història
Les pedreres de marbre de Carrara van ser probablement utilitzades durant l'edat del bronze per produir estris variats i objectes decoratius i commemoratius per a incloure a les tombes dels morts.
Amb els romans es va desenvolupar una important extracció i, des de l'època de Juli Cèsar (48 - 44 aC), blocs d'aquest marbre blanc van ser utilitzats per les construccions públiques de Roma i de moltes cases patrícies. El Panteó d'Agripa i la Columna de Trajà estan realitzats amb aquest material. L'exportació es realitzava pel port de Luni, i d'aquí ve el seu nom de Marmor lunensis. Era un dels més utilitzats en les construccions de l'antiga Tàrraco.
A partir del segle v, l'activitat extractiva es va aturar arran de les invasions bàrbares. Després, a causa del desenvolupament del cristianisme, el marbre va tenir una gran demanda per a la construcció i la decoració interna dels edificis religiosos. La fervent activitat de les pedreres es deu principalment als "mestres", com el cas dels escultors Giovanni i Nicola Pisano, qui l'utilitzaren per les seves obres a la Itàlia Central, com a la Catedral de Siena amb el seu púlpit gòtic octogonal.
Va ser el marbre preferit per Miquel Àngel en les seves escultures, qui personalment seleccionava els blocs per fer les seves obres, excepte en el cas del seu David: aquest era originalment un bloc de Carrara que va passar de mà en mà per altres escultors (Agostino di Duccio i Antonio Rossellino) i va acabar finalment a l'estudi de Miquel Àngel, a qui no li va importar que tingués petites deficiències d'origen. Un de les peces mestres en aquest marbre a Catalunya és el sepulcre de Ramon Folc de Cardona a Bellpuig, que data de principi del segle xvi.